# Webergasse 1 (Meißen)

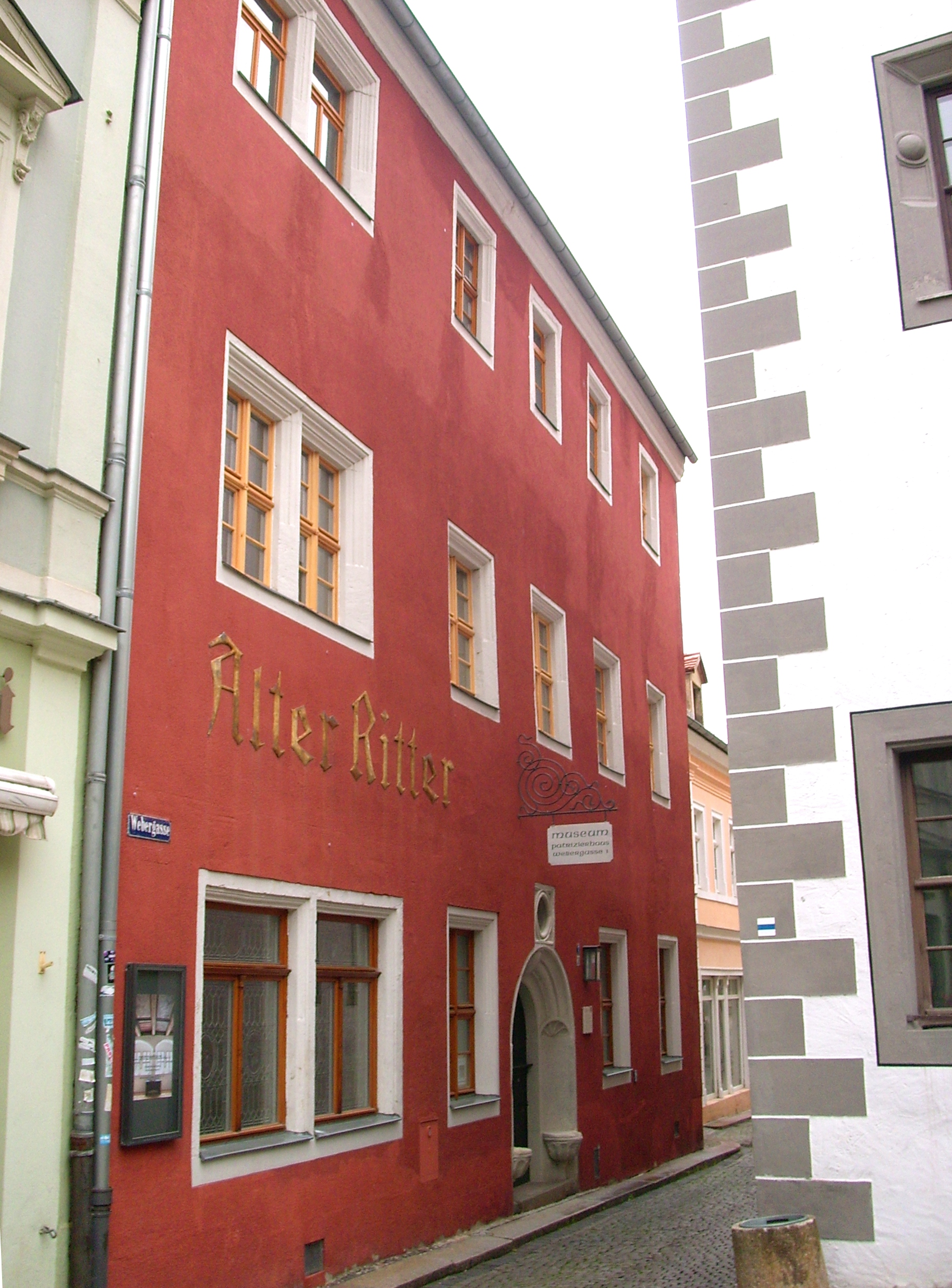
Webergasse 1 (Meißen)

Das Haus Webergasse 1 in Meißen (auch Alter Ritter) ist ein Bürgerhaus der Renaissance in Meißen vom Ende des 16. Jahrhunderts und gehört zu den ansehnlichsten historischen Bürgerhäusern der Stadt; unmittelbar benachbart liegt das markante Brauhaus Meißen.
Das Bauwerk wurde 1991 detailgenau restauriert, wird für Ausstellungen genutzt und steht unter Denkmalschutz.

## Geschichte und Architektur
Das Bauwerk ist mit Spitzgratgewölbe in der Eingangshalle und mit restaurierten Holzbalkendecken der Renaissance versehen. Davon besonders hervorzuheben ist die aufwändig bemalte Holzbalkendecke im großen Raum auf der Hofseite, die vermutlich vom Ende des 17. Jahrhunderts stammt.
Das äußerlich schlichte Gebäude vom Ende des 16. Jahrhunderts wird durch ein hohes Satteldach mit zwei Zwerchhäusern auf der Hofseite abgeschlossen.
Charakteristisch für die Entstehungszeit sind die Fenstergewände mit Kehlen und Rundstabverzierung sowie ein verhältnismäßig schlichtes Sitznischenportal, das in den Zwickeln auf das Jahr 1587 datiert ist. Beachtlich ist die aus der Entstehungszeit erhaltene Holztür des Hauses mit einer separat zu öffnenden Schlupftür.
Das Haus wurde als das Wohnhaus eines wohlhabenden Bürgers erbaut und wurde im 19. Jahrhundert zum Mietshaus umgewandelt, wobei die Innenausstattung des Hauses mit Wandtäfelungen und Holzdecken nach Dresden und Berlin verkauft wurde.
Seit dem Jahr 1871 wurde das Haus als Gaststätte genutzt, die ab 1887 den Namen „Alter Ritter“ führte. In dieser Zeit wurden die Bleiglasfenster mit Weinranken und dem sächsischen oder dem Stadtwappen eingesetzt. Aus dieser Zeit datiert auch die Inschrift im Rundbogen der Haustür: „Wo einst die Ritter kehrten ein, schänkt man auch jetzo guten Wein“, welche später übermalt wurde.
Um die Zeit der Wende war das Haus stark sanierungsbedürftig und stand zum größten Teil leer. Im Obergeschoss war der ehemalige Saal in einen Flur und drei Kammern unterteilt, mit einem kleinen Badezimmer mit Abwasserrohr an der Außenwand des Hauses. Im Erdgeschoss war ein Wanddurchbruch zum Nachbarhaus für eine Bäckerei vorgenommen worden.
Im Frühjahr 1991 begannen erste Sicherungs- und Restaurierungsmaßnahmen, wobei Wandmalereien aus der Zeit um 1620 freigelegt wurden. In den folgenden Jahren wurden die Raumaufteilung aus dem späten 16. Jahrhundert und die Innengestaltung der Räume vom Ende des 16. bis Anfang des 17. Jahrhunderts vollständig restauriert. Nach langfristigen Sanierungsmaßnahmen ist das Bauwerk nun detailgenau wiederhergestellt und bietet einen Eindruck von der Raumgestaltung der Renaissance im 17. Jahrhundert. Zu beachten sind die Spitzgratgewölbe der Eingangshalle im Erdgeschoss und die aufwändige hölzerne Balkendecke des Saals auf der Hofseite vermutlich vom Ende des 17. Jahrhunderts, die einst in zwölf Rahmen gemalte Allegorien der Monate zeigte, von denen drei nicht erhalten sind.
Unter der frühbarocken Decke ist noch die mit Schablonen ausgeführte Deckenbemalung der Renaissance erhalten. Auch im Obergeschoss sind Holzbalkendecken der Renaissance mit teilweise erhaltener und in einem Raum vollständig restaurierter Deckenmalerei erhalten.